# IC 5096
IC 5096 ist eine Spiralgalaxie vom Hubble-Typ Sbc im Sternbild Pfau am Südsternhimmel. Sie ist schätzungsweise 137 Millionen Lichtjahre von der Milchstraße entfernt und hat einen Durchmesser von etwa 135.000 Lichtjahren. 
Gemeinsam mit NGC 7020, IC 5084, IC 5092, PGC 66319 und PGC 66376 bildet sie die IC 5096-Gruppe oder LGG 443.
Das Objekt wurde im Jahr 1899 vom US-amerikanischen Astronomen DeLisle Stewart entdeckt.

## IC 5096-Gruppe (LGG 443)
| Galaxie   | Alternativname | Entfernung/Mio. Lj |
| --------- | -------------- | ------------------ |
| IC 5096   | PGC 66530      | 137                |
| IC 5084   | PGC 66208      | 137                |
| IC 5092   | PGC 66452      | 141                |
| NGC 7020  | PGC 66291      | 139                |
| PGC 66376 | ESO 107-015    | 146                |
| PGC 66319 | ESO 107-014    | 143                |